# 那覇市立那覇小学校
那覇市立那覇小学校（なはしりつ なはしょうがっこう）は、沖縄県那覇市前島1丁目にある公立小学校。市立那覇幼稚園を併設している。

## 沿革
- 2011年（平成23年）10月31日 - 那覇市教育委員会が、「那覇市立学校適正配置計画（統合・分離）」を策定し、前島・久茂地の両小学校を平成26年4月に統合し、統合新校を開校する事を決定。
- 2012年（平成24年）
  - 10月1日 - 那覇市議会定例会において、「那覇市立学校設置条例の一部を改正する条例」が可決され、統合新校の校名が「那覇市立那覇小学校」と決定。
  - 11月1日 - 那覇市立那覇市立開校準備室が開室。
  - 11月27日 - 第1回統合準備協議会開催。
- 2014年（平成26年）
  - 4月1日 - 久茂地小学校と前島小学校が統合して開校。校舎は、前島小学校の施設を継続使用[2]。
  - 4月4日 - 13時から開校式挙行。
  - 4月7日 - 第1回始業式挙行。
  - 4月8日 - 第1回入学式挙行。
- 2015年（平成27年）
  - 3月24日 - 第1回卒業式挙行。
  - 3月26日 - 第1回修了式・離任式挙行。

## 学区
- 久茂地1丁目（6番～12番）
- 久茂地2丁目（全域）
- 久茂地3丁目（全域）
- 泊1丁目（1番～4番）
- 泊2丁目（1番～3番）
- 前島1丁目（全域）
- 前島2丁目（全域）
- 牧志1丁目（全域）
- 牧志2丁目（1番～5番・11番～25番）
- 松尾2丁目（1番～2番・5番～11番）

## 周辺
- 那覇市立那覇幼稚園 - 同一敷地内で、かつ進学前幼稚園。
- 那覇小学校児童クラブ - 同一敷地内
- 前島中公園
- 前島南公園
- 沖縄都市モノレール沖縄都市モノレール線（ゆいレール）美栄橋駅

## アクセス
- ゆいレール美栄橋駅から、徒歩約230m・約4分。
- 「美栄橋駅前」バス停から、徒歩約200m・約4分。
- 「泊高橋（とまりん前）」（国道58号沿い）バス停から、約480m・約9分。
- 「中之橋」バス停（宗元寺通沿い）から、徒歩約450m・約8分[3]。